# Antigua y Barbuda en los Juegos Paralímpicos de Londres 2012
Antigua y Barbuda estuvo representada en los Juegos Paralímpicos de Londres 2012 por un deportista masculino. El equipo paralímpico antiguano no obtuvo ninguna medalla en estos Juegos.